# Phaeosphaeriaceae
Phaeosphaeriaceae M.E. Barr – rodzina grzybów z klasy Dothideomycetes.

## Charakterystyka
Szeroko rozprzestrzenione grzyby mikroskopijne, saprotrofy lub pasożyty roślin, niektóre także grzybów (grzyby nagrzybne). Niektóre gatunki są nadpasożytami (np. Ampelomyces quisqualis i inne z rodzaju Ampelomyces).
Teleomorfy tworzą kuliste lub prawie kuliste, niewielkie pseudotecja podobne do perytecjów, o dobrze rozwiniętym ostiolum, często otoczonym peryfizami. Ściana miękka, zbudowana z małych, cienkościennych, pseudoparenchymatycznych komórek zanurzonych w galaretowatej substancji. Worki wrzecionowato-eliptyczne, z poprzecznymi przegrodami, wcięte tylko na przegrodach pierwotnych, czasami ze śluzowatą otoczką. U niektórych gatunków znane są tylko anamorfy typu coelomycetes.

## Systematyka
Pozycja w klasyfikacji według Index Fungorum: Phaeosphaeriaceae, Pleosporales, Pleosporomycetidae, Dothideomycetes, Pezizomycotina, Ascomycota, Fungi.
Rodzaje
Według aktualizowanej klasyfikacji Index Fungorum bazującej na Dictionary of the Fungi do rodziny tej należą liczne rodzaje. Niektóre z nich:
- Ampelomyces Ces. ex Schltdl. 1852
- Eudarluca Speg. 1908
- Neosetophoma Gruyter, Aveskamp & Verkley 2010
- Phaeosphaeria I. Miyake 1909
- Pseudoophiobolus Phook., Wanas. & K.D. Hyde 2017
- Stagonospora (Sacc.) Sacc. 1884